# 尚塞 (上索恩省)
尚塞（法語：Chancey，法語發音：[ʃɑ̃sɛ]）是法国上索恩省的一个市镇，属于沃苏勒区。

## 地理
尚塞（47°19'16"N, 5°40'57"E）面积7.71 平方千米，位于法国勃艮第-弗朗什-孔泰大區上索恩省，该省份为法国东部内陆省份，北起顺时针与孚日省、贝尔福地区省、杜省、汝拉省、科多尔省和上马恩省接壤。
与尚塞接壤的市镇（或旧市镇、城区）包括：沃内尔、瓦莱、邦布瓦永、于日耶。

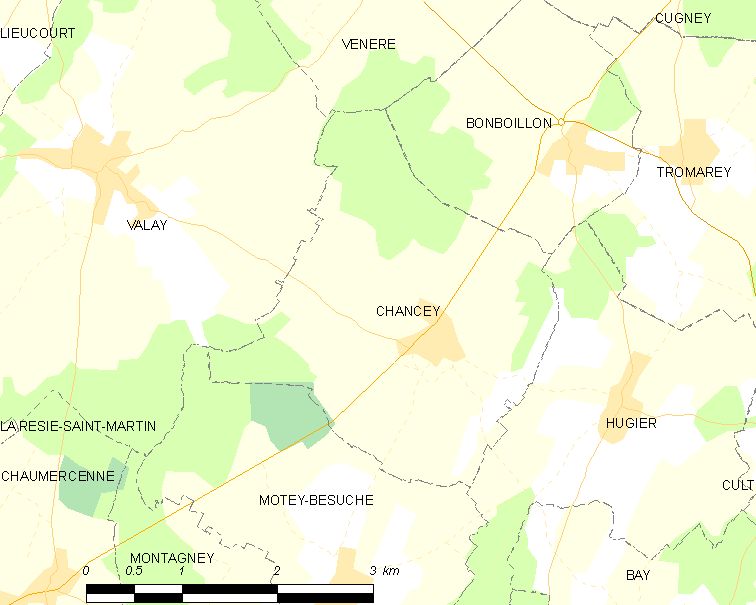
的OSM定位图

尚塞的时区为UTC+01:00、UTC+02:00（夏令时）。

## 行政
尚塞的邮政编码为70140，INSEE市镇编码为70126。

## 政治
尚塞所属的省级选区为马尔奈县。

## 人口

1962-2008年间人口变化图示

尚塞于2022年1月1日时的人口数量为197人。